# Дукомман, Рик
Рик Дукомман (англ. Rick Ducommun; 3 июля 1952, Принс-Альберт, Саскачеван — 12 июня 2015, Ванкувер, Британская Колумбия) — канадский актёр-комик кино и телевидения.

## Биография
Рик Дукомман родился 3 июля 1952 года в городке Принс-Альберт (Саскачеван). У него было два брата и сестра. В 14 лет сбежал из дома, так как не мог найти общего языка с отцом-предпринимателем. Три года путешествовал автостопом по северным США, затем вернулся в Канаду, в Ванкувер. Там он пытался сделать карьеру стендап-комика, но особого успеха не добился. Молодого человека заметил известный актёр и телеведущий Алан Тик, который пригласил Рика в Голливуд. С 1980 года Рик стал появляться на телеэкранах, с 1984 года — в кино. В зрелом возрасте актёр страдал ожирением, в частности, для роли в фильме «Предместье» ему пришлось сбросить более 90 килограмм.
В 1993 году Дукомман номинировался на премию CableACE Award в категории Stand-Up Comedy Special за фильм Rick Ducommun: Hit and Run, но не выиграл награды.
Жена — телепродюсер Лесли Энн Макналти (поженились 31 декабря 1992 года), у пары было четверо детей.
Последние 11 лет жизни Рик Дукомман не снимался в связи с болезнью. Скончался 12 июня 2015 года в хосписе Ванкувера (Британская Колумбия) от диабетического кетоацидоза (осложнение сахарного диабета).

## Избранная фильмография

### Широкий экран
- 1984 — Только большое чувство / No Small Affair — Грум
- 1986 — Передряга[англ.] / A Fine Mess — Уорделл
- 1987 — Космические яйца / Spaceballs — охранник в тюрьме
- 1988 — Крепкий орешек / Die Hard — Уолт, рабочий
- 1989 — Эксперты / The Experts — Спаркс
- 1989 — Предместье / The 'Burbs — Арт Вейнгартнер
- 1989 — Маленькие чудовища / Little Monsters — Сник
- 1990 — Охота за «Красным октябрём» / The Hunt for Red October — навигатор C-2A
- 1990 — Гремлины 2: Новенькая партия / Gremlins 2: The New Batch — охранник в Clamp Center
- 1991 — Последний бойскаут / The Last Boy Scout — владелец бассейна
- 1992 — Парень из Энсино / Encino Man — мистер Браш
- 1992 — Школьная тусовка[англ.] / Class Act — офицер Рейчерт
- 1993 — День сурка / Groundhog Day — Гас
- 1993 — Заряженное оружие / Loaded Weapon 1 — D. A.
- 1993 — Последний киногерой / Last Action Hero — агент Потрошителя
- 1993 — Призрак в машине / Ghost in the Machine — Фил Стюарт
- 1994 — Открытый чек / Blank Check — Генри
- 1995 — Присяжный[англ.] / Jury Duty — настоящий Фрэнк (в титрах не указан)
- 1999 — Последний круиз[англ.] / Final Voyage — Джаспер
- 2000 — Очень страшное кино / Scary Movie — отец Синди Кэмпбелл
- 2000 — Шайбу, шайбу![англ.] / MVP: Most Valuable Primate — тренер Марлоу
- 2001 — Гарвардская тусовка / Harvard Man — офицер полиции Мартино (в титрах не указан)
- 2002 — Как Майк / Like Mike — папаша за пределами Арены
- 2003 — Поли Шор мёртв / Pauly Shore Is Dead — Митч Розенберг
- 2004 — Назад за решётку[англ.] / Back by Midnight — Уилсон
- 2004 — Волосатая история[англ.] / Funky Monkey — отец Рик

### Телевидение
- 1986 — Последний предел[англ.] / The Last Precinct — офицер Рейдер (в 8 эпизодах)
- 1987 — Макс Хэдрум[англ.] / Max Headroom — Мэлер (в 2 эпизодах)
- 1994 — Гарфилд и его друзья / Garfield and Friends — (в 2 эпизодах, озвучивание)
- 1994 — Мохнатый пёс / The Shaggy Dog — офицер Келли
- 1998—1999 — Братья Уэйнсы[англ.] / The Wayans Bros. — Берни (в 2 эпизодах)
- 2000 — К старту готов[англ.] / Ready to Run — Циклон (озвучивание)